# Silver Broom 1972
Air Canada Silver Broom 1972 var det 14. VM i curling for mænd. Turneringen blev arrangeret af International Curling Federation og afviklet i arenaen Olympia-Eisstadion i Garmisch-Partenkirchen, Vesttyskland i perioden 19. – 21. marts 1972 med deltagelse af otte hold. Vesttyskland var VM-værtsland for første gang.
Mesterskabet blev for femte år i træk (og 12. gang i alt) vundet af Canada, hvis hold bestående af Orest Meleschuk, Dave Romano, John Hanesiak og Pat Hailley besejrede USA med 10-9 i finalen efter en ekstra ende. Tredjepladsen gik til Vesttyskland, som tabte 4-9 til USA i semifinalen, og som vandt bronzemedaljerne, fordi holdet var bedre placeret i grundspillet end den anden tabende semifinalist, Skotland.
Mesterskabet bliver især husket for den dramatiske afgørelse på finalen, hvor indtil da ubesejrede Canada spillede mod USA. Inden finalens 10. ende var canadierne bagud med 7-9 og var tvunget til at score to point for at fremtvinge en ekstra ende. Da Canadas skipper, Orest Meleschuk, skulle sætte endens sidste sten, var situationen den, at amerikanerne lå med den bedste sten midt i huset, mens canadierne havde næstbedste sten i 4-fod-cirklen. Amerikanerne havde endvidere tredjebedste sten i 8-fod-cirklen, og kravet til Meleschuk var derfor, at hans sten skulle fjerne USA's bedste og samtidig ikke rulle længere væk end den amerikanske sten, som var tredjebedst på det tidspunkt, således at canadierne opnåede at ligge med de to bedste sten.
Det lykkedes for Meleschuk at fjerne den amerikanske sten, således at den canadiske sten i 4-fod-cirklen blev bedste sten, men hans egen sten rullede derefter så meget til venstre, at en opmåling sandsynligvis skulle afgøre om den bedste amerikanske sten eller Meleschuks sten var næstnærmest centrum. USA's treer Frank Aasand var imidlertid ikke i tvivl: den amerikanske sten var nærmest, og han rakte armene i vejret som tegn på at sejren var hjemme. Som reaktion herpå begyndte den amerikanske skipper, Robert LaBonte, at hoppe i jubel, men han mistede balancen og faldt på isen, hvorved hans fod berørte canadiernes sten, som dermed tilsyneladende blev skubbet en smule tættere på centrum.
Hverken Aasand eller LaBonte var imidlertid opmærksomme på, at stenen var blevet rørt, hvilket de ifølge reglerne selv skulle gøre opmærksom på, og canadierne havde endnu ikke accepteret, at den amerikanske sten var næstbedst. En opmåling viste, at canadierne havde de to bedste sten og derfor scorede de to point, de skulle bruge i 10. ende for at fremtvinge en ekstra ende.
Canadierne vandt den ekstra ende med 1-0 og sikrede sig dermed VM-titlen. Hændelsen gav senere navn til LaBontes forbandelse, som refererer til, at canadierne derefter ikke vandt VM-titlen de efterfølgende syv år.

## Resultater

### Grundspil
De otte deltagende hold spillede en enkeltturnering alle-mod-alle. De fire bedste hold gik videre til semifinalerne, hvor de spillede om to pladser i finalen. Bronzemedaljerne gik til den af de tabende semifinalister, der endte bedst placeret i grundspillet.
| Runde                        | Kampe                | Kampe | Kampe                   | Kampe | Kampe                  | Kampe | Kampe                   | Kampe |
| ---------------------------- | -------------------- | ----- | ----------------------- | ----- | ---------------------- | ----- | ----------------------- | ----- |
| 1                            | Canada - Schweiz     | 11-6  | Skotland - Vesttyskland | 7-5   | Frankrig - Sverige     | 7-6   | USA - Norge             | 7-5   |
| 2                            | Skotland - Sverige   | 5-3   | Canada - USA            | 11-1  | Schweiz - Norge        | 10-4  | Vesttyskland - Frankrig | 7-6   |
| 3                            | USA - Schweiz        | 9-3   | Vesttyskland - Sverige  | 9-3   | Skotland - Frankrig    | 6-5   | Canada - Norge          | 8-7   |
| 4                            | Skotland - Norge     | 6-4   | Canada - Frankrig       | 11-5  | Vesttyskland - USA     | 9-6   | Schweiz - Sverige       | 6-4   |
| 5                            | Frankrig - USA       | 10-8  | Schweiz - Skotland      | 8-7   | Norge - Sverige        | 4-3   | Canada - Vesttyskland   | 9-4   |
| 6                            | Canada - Sverige     | 8-6   | Norge - Frankrig        | 8-3   | Vesttyskland - Schweiz | 9-5   | Skotland - USA          | 4-5   |
| 7                            | Norge - Vesttyskland | 7-5   | USA - Sverige           | 10-6  | Canada - Skotland      | 10-7  | Schweiz - Frankrig      | 6-5   |
| Tie-breaker om fjerdepladsen |                      |       |                         |       |                        |       |                         |       |
| TB1                          | Skotland - Schweiz   | 9-6   |                         |       |                        |       |                         |       |

| Plac. | Hold         | Vundne | Tabte |
| ----- | ------------ | ------ | ----- |
| 1.    | Canada       | 7      | 0     |
| 2.    | USA          | 4      | 3     |
| 2.    | Vesttyskland | 4      | 3     |
| 4.    | Skotland     | 4      | 3     |
| 5.    | Schweiz      | 4      | 3     |
| 6.    | Norge        | 3      | 4     |
| 7.    | Frankrig     | 2      | 5     |
| 8.    | Sverige      | 0      | 7     |

### Slutspil
| Runde       | Kamp               | Res. |
| ----------- | ------------------ | ---- |
| Semifinaler | Vesttyskland - USA | 4-9  |
| Semifinaler | Canada - Skotland  | 8-3  |
| Finale      | Canada - USA       | 10-9 |

| Finale | Finale |  | 1 | 2 | 3 | 4 | 5 | 6 | 7 | 8 | 9 | 10 | EE |  | Total |
| ------ | ------ |  | - | - | - | - | - | - | - | - | - | -- | -- |  | ----- |
| USA    |        |  | 2 | 0 | 2 | 1 | 0 | 2 | 0 | 0 | 2 | 0  | 0  |  | 9     |
| Canada |        |  | 0 | 1 | 0 | 0 | 2 | 0 | 2 | 2 | 0 | 2  | 1  |  | 10    |

### Samlet rangering
| Plac. | Hold         | 4                   | 3                 | 2                   | 1                   |
| ----- | ------------ | ------------------- | ----------------- | ------------------- | ------------------- |
| Guld  | Canada       | Orest Meleschuk     | Dave Romano       | John Hanesiak       | Pat Hailley         |
| Sølv  | USA          | Robert LaBonte      | Frank Aasand      | John Aasand         | Ray Morgan          |
| 3.    | Vesttyskland | Manfred Räderer     | Peter Jacoby      | Peder Ledosquet     | Hansjörg Jacoby     |
| 4.    | Skotland     | Alex F. Torrance    | Alex A. Torrance  | Robert Kirkland     | Jimmy Waddell       |
| 5.    | Schweiz      | Peter Attinger, Jr. | Bernhard Attinger | Peter Attinger, Sr. | Ernst Bosshard      |
| 6.    | Norge        | Knut Bjaanaes       | Sven Kroken       | Per Dammen          | Kjell Ulrichsen     |
| 7.    | Frankrig     | Pierre Boan         | André Mabboux     | André Tronc         | Gerard Pasquier     |
| 8.    | Sverige      | Kjell Oscarius      | Tom Schaeffer     | Bengt Oscarius      | Claes-Göran Carlman |